# Пресвятая Дева Мария, королева Польши
Пресвятая Дева Мария, королева Польши — титул Девы Марии, Марии из Назарета, используемый польскими католиками.
Культ Девы Марии как «Пресвятой Девы Марии, королевы Польши» распространён среди католиков Польши, носит всеобщий характер и присутствует как в самой Польше, так и в польских приходах за пределами страны. Титул имеет большое значение для польских католиков. Впервые появился во второй половине XVI века, когда Гжегож из Самбора первый раз назвал Деву Марию «Королевой Польши и поляков».
3 мая католическая церковь в Польше проводит литургическую торжественную мессу (solemnitas) Пресвятой Девы Марии, королевы Польши.

## История
История культа Девы Марии, королевы Польши, связана с контрреформацией.
- 14 августа 1608 года у находящегося в Неаполе иезуитского священника, 71-летнего Джулиано Манцинелли было видение Девы Марии, которая потребовала именовать её Королевой Польши. Позже, во время его пребывания в Кракове, в Вавельском соборе, 8 мая 1610 года у него было повторное видение, когда Дева Мария обратилась к нему со словами: «Я являюсь королевой Польши. Я мать этого народа, который мне очень дорог». Сообщения об этих явлениях положили начало распространению культа Девы Марии в Польше. Третье видение имело место 15 августа 1617 года в Неаполе. Сведения об этих трёх явлениях распространил великий литовский канцлер Альбрехт Станислав Радзивилл с помощью будущего автора львовских обетов святого Анджея Боболи.
- В 1635 году Радзивилл в своей книге «Dyskurs nabożny z kilku słów wzięty o wysławianiu Najświętszej Panny Bogurodzicy Mariey» объявил, что, согласно видениям одного из иезуитов, Дева Мария будет Королевой Польши.

После Неаполя и Кракова центром культа Марии стало также и Великое княжество Литовское, а Остробрамская икона Божией Матери в 1620 году стала первым признанным объектом этого культа.
- В 1640 году цистерцианцы из Бледзева (около Мендзыжеча) подарили монахиням ордена из монастыря Мариенштерн в Лужице образ Девы Марии с польским королевским гербом на груди.
- 27 июня 1651 года король Ян II Казимир за день перед победным сражением под Берестечком получил от папского нунция икону львовской Богородицы.
- Успешная оборона Ясногорского монастыря от шведов в 1655 году была многими в Польше oценена как чудо Богородицы. Сообщение об этом Ян Казимир получил находясь в Кросно.

1 апреля 1656 года Ян II Казимир во время мессы в львовском соборе в присутствии епископов, сенаторов и папского легата принёс обеты перед образом львовской Богоматери и торжественно провозгласил Деву Марию Королевой Польской Короны. Тогда же впервые во время молитвы лоретанской литании папским нунцием Пьетро Видони было трёхкратно произнесено «Королева Польской Короны, молись за нас».
- В 1671 году король Михаил Корибут Вишневецкий поместил польский герб на образ Рокитнинской Богоматери[пол.] в Голомбе.
- 8 сентября 1717 года впервые за пределами Рима папской короной была коронована икона Ченстоховской Богоматери.
- Сейм Речи Посполитой в 1764 году в своих решениях назвал Ченстоховскую Богоматерь «Королевой Польши».
- 29 ноября 1908 года Римский папа Пий X разрешил добавлять в лоретанской литании постоянное обращение «Королева Польской Короны» на территории львовского и пшемысльского деканатов[1].
- 18 марта 1909 года по просьбе Иосифа Бильчевского Римский папа Пий X издал декрет, в котором подтвердил культ и позволил отмечать праздник Девы Марии как Королевы Польской Короны и установил литургическое празднование для львовского архиепископства и пшемысльского деканата, назначив его на первую неделю мая в память о львовских обетах Яна Казимира.
- В 1910 года Богоматерь Королева Короны Польской была провозглашена главным покровителем львовской архиепархии.
- 22 мая 1910 года проведена вторая папская коронация.
- В 1914 году празднование перенесено на 2 мая.
- 14 января 1920 года после двукратного обращения польского епископата Римский папа Бенедикт XV разрешил распространить формулу «Королева Польской Короны» в лоретанской литании на всей территории Польши.
- 27 июля 1920 года в связи с польско-советской войной Дева Мария снова избрана Королевой Польши.
- 12 октября 1923 года Священная Конгрегация обрядов назначила датой праздника 3 мая и официально включила в текст литании формулу «Королева Польской Короны», после Второй мировой войны замененную на «Королева Польши»[2].
- В 1925 году Римский папа Пий XI расширил празднования на все польские деканаты.
- В 1926 году польскими женщинами в благодарность за Чудо на Висле были преподнесены Ченстоховской Богоматери скипетр и держава как символы её королевского достоинства.
- 2 июля 1927 митрополитом варшавским кардиналом Александром Каковским в присутствии всего польского епископата, Юзефа Пилсудского и президента Польши Игнация Мосцицкого перед кафедральным собором в Вильно был осуществлён, по декрету папы римского Пия XI, торжественный акт коронации Остробрамской иконы Божией Матери. Существовал обычай проходить Острой брамой с непокрытой головой в знак почитания польской королевы. Поляки моисеевой веры, по причине религиозного запрета обнажать голову, при проходе под Острой брамой или подносили руку к шляпе, или опускали голову в поклоне.
- 15 января 1930 года в львовском, пшемысльском и ченстоховском деканатах ранг празднования повышен до I с октавой, а в остальных деканатах до II. В этих трёх деканатах введена особая формула мессы.
- 16 мая 1956 года в день святого Анджея Боболи кардинал Стефан Вышинский, сосланный в Команьчу, написал обновление львовских обетов, которое было заново распространено в Польше.
- 26 августа 1956 года Польский епископат провёл акт нового принятия львовских обетов.
- В 1962 году Римский папа Иоанн XXIII провозгласил Деву Марию Королеву Польши, главным святым патроном Польши, а ранг праздника был поднят до I во всех польских деканатах.
- В 1969 году по просьбе примаса Польши Стефана Вышинского Римский папа Павел VI повысил ранг празднования до наивысшего — торжество (лат. solemnitas).
- 1 апреля 2005 года Римский папа Иоанн Павел II короновал новой золотой короной образ Богоматери, Королевы Польши.

## Юридический статус
Деву Марию провозгласил Королевой Польши 1 апреля 1656 года король Ян Казимир, а затем в 1764 году польский сейм. Хотя речь и шла об умершей особе — эти указы носили официальный характер и имели обязывающий статус до отречения последнего польского короля Станислава Августа в 1795 году.
Этот статус не был официально подтверждён ни в Царстве Польском, ни во II или в III Речи Посполитой. Титул Девы Марии как Королевы Польши признан только Римско-католической церковью.